# Ruscinium
Das Ruscinium ist eine regionale Stufe im terrestrischen Neogen Europas. Sie entspricht den Zonen MN 14 und 15 der europäischen Landsäugetier-Chronologie (ELMMZ = „European Land Mammal Mega-Zoness“). Sie wird vom Turolium unterlagert und vom Villafranchium überlagert.

## Geschichte und Typlokalität
Die Stufe wurde von M. Kretzoi 1962 vorgeschlagen. Sie ist benannt nach Ruscino, dem lateinischen Namen des Roussillon (Frankreich). Die Typlokalität liegt bei Serrat d'en Vacquer in der Nähe von Perpignan (Roussillon, Frankreich).

## Definition
Die Untergrenze ist durch das Einsetzen der Großsäugetiertaxa Sus arvernensis, Croizetoceros, Acinonyx und Felis issiodorensis definiert, bei den Kleinsäugetieren sind es Promimomys, Trilophomys, Celadensia und Castor. Die Stufe endet mit dem Erstauftreten von Eucladoceros (Großsäuger) und Kislangia gusi, Mimomys tornensis, Mimomys pliocaenicus und Mimomys reidi (Kleinsäuger). Das Ruscinium kann mit dem größten Teil des Zancleums korreliert werden. Geochronologisch entspricht dies in etwa dem Zeitraum von 4,9 bis 3,5 Millionen Jahren BP.

## Untergliederung
Die Stufe wird in zwei Biozonen MN 14 und 15 untergliedert. Dementsprechend wird die Stufe auch in Unteres und Oberes Ruscinium unterteilt.